# 深海理絵
深海 理絵（ふかうみ りえ、1982年4月22日 - ）は、日本のグラビアアイドル・女優。東京都出身。血液型A型。身長168cm。スリーサイズはB88、W59、H87。足のサイズ24.5cm。

## 来歴・人物
当初は本名である深海理絵と表記していたが、2002年頃から深海りえに変更した。所属事務所はデビュー当初はぱれっとで浪人期間を経てアバンギャルドに在籍した後、現在はフリー。
デビュー当時は清純派路線で売り出す。19歳にして映画『完全なる飼育 愛の40日』でフルヌードを披露する体当たり演技で話題となる。同シリーズ第3作にも出演後、ぱれっとを離脱。
趣味はパソコン・インターネット。Macを愛用。

## 主な出演作品

### テレビドラマ
- 私ってヘン!?（1998年、TBS系）
- 怖い日曜日 第6回（1999年、日本テレビ系）
- サイコメトラーEIJI 第5話（1999年、日本テレビ系）- 公香役
- 新・星の金貨（2001年、日本テレビ系）
- ワニのこだわり アイドル刑事S（2001年、TBS）
- ツーハンマン（2002年、テレビ朝日系、金曜ナイトドラマ）

### その他テレビ番組
- ミュージック・ジャンプ（NHK衛星第2テレビジョン）- MJ-Party メンバー
- グラビアの美少女（MONDO21）
- 特捜TV!ガブリンチョ（テレビ朝日）

### 映画
- ろくでなしBLUES'98（1998年）- 今井和美役
- 悪魔が棲む家2001（2001年）
- パコダテ人（2001年）
- 完全なる飼育 愛の40日（2001年）- 津村晴香役
- 完全なる飼育 香港情夜（2002年）
- サイバーシスターズD3（2003年）- ルリ役

### オリジナルビデオ
- 心霊ミステリーファイル 呪霊（2000年）
- 示談屋 竜次（2002年）
- 新くノ一忍法伝 極女繚乱（2003年）
- 新くノ一忍法伝 艶〜淫妖奥儀 悦楽地獄〜（2007年）

## 書籍

### 写真集
- treasure 深海理絵写真集（2001年7月、上野勇撮影、ワニブックス） ISBN 4847026578

### ビデオ・DVD
- KALEIDO SCOPE（2001年6月、テレビ東京メディアネット）
- C-Girls vol.3（2003年12月、イーネットフロンティア）- 共演：佐藤ゆりな